# Таня Муїньо
Таню Муіньо (ісп. Tanu Muiño, нар. 7 грудня 1989) — українська кліпмейкерка, дизайнерка, стилістка, фотографка і режисерка. Режисерка кліпів популярних світових та українських виконавців: Dua Lipa, Lady Gaga, Jungkook(JK), Кеті Перрі, Дженніфер Лопес, Harry Styles, Sam Smith, Lenny Kravitz, Post Malone, The Weeknd, Cardi B, Megan The Stallion, Rosalia, Lil Nas X, Lizzo, Yungblud, MONATIK, Время и Стекло, Настя Каменських, Мішель Андраде, Віра Брежнєва, Lidali.
Рекордсменка за кількістю нагород у номінації «Найкращий відеокліп» щорічної української премії YUNA (перемогла тричі поспіль: у 2016, 2017 і 2018 роках). Дворазова переможниця в номінації «Кліпмейкер року» за версією M1 Music Awards (2018, 2019).

## Родина
Народилася в родині Роберто Муіньйо (за національністю кубинця), що у 1980-ті приїхав до Одеси за обміном і залишився в Україні, та українки. Має трьох братів і сестру. До шести років Таню жила в Гавані: У мене велика кубинська сім'я: у тата три брати і сестра. На Кубі нічого не бояться, бо вони багато чого пережили і їм нема чого втрачати.
Проживає та працює в Одесі.

## Творчість
У 2016 році почала співпрацю з українським виконавцем MONATIK (станом на листопад 2020 року була режисеркою 14 відеоробіт співака). 
У 2019 році зрежисувала кліп всесвітньо відомої американської співачки Кеті Перрі.
У 2020 співпрацювала з іспанською виконавицею Розалія, яка була у списку номінантів на премію «Греммі-2020» у категорії найкращих нових виконавців, разом з Black Pumas, Біллі Айліш і Lil Nas X.
У вересні 2020 на каналі в YouTube у Дмитра Монатіка вийшов мюзикл «РИТМ». Автором та продюсером мюзиклу є сам Монатік, а режисеркою виступила Муїньо. Окрім MONATIK, у відео з’являються й інші зірки шоубізнесу: гурт «Время и Стекло», Володимир Дантес, Віра Брежнєва, Мішель Андраде, alyona alyona, Tayanna, KADNAY, The Hardkiss, Влад Яма, Гарік Корогодський, Женя Кот, Lida Lee, Міла Єремєєва.
Восени 2020 року стала режисеркою кліпу відомого британського музиканта Yungblud. Кліп знімали в Києві 1 жовтня.
В лютому 2021 року зрежисувала кліп відомої американської реперки Cardi B з оператором Микитою Кузьменком. Робота над відео тривала два дні під час різдвяних канікул у США.
У 2022 році зрежисувла кліп відомого британського співака Гаррі Стайлса на пісню «As It Was». Зйомки кліпу стартували 23 лютого. Вторгнення в Україну сталося на 2 день робочого процесу, але Муіньйо та її команда продовжили працювати. «Це був другий день зйомок і саме в той день в Україні все почалося. Таню була неймовірною і Микита теж. Вони захотіли продовжити зйомки і я повинен сильно подякувати їм за те, що вони такі сильні, та любов, яку вони вклали в це відео. Я бажаю їм всього найкращого та всім, хто в Україні», - прокоментував Гаррі Стайлс. “Цей кліп значить для мене багато! Моя найбільша мрія здійснилась в цей жахливий час», - написала у своєму інстаграм Муіньйо.
У квітні 2022 року стало відомо, що Таню Муїньо зняла кліп для Labrinth до саундтреку «Ейфорії».
У 2024 році стала постановницею виступу представників України, реп-виконавиці alyona alyona та співачки Jerry Heil, на пісенному конкурсі «Євробачення-2024». У виступі, який відбувся 11 травня 2024 року в Мальме, Швеція, вони представили пісню «Teresa & Maria», за підсумками якого Україна посіла третє місце.

## Співпраця
| Виконавець              | Кількість відеокліпів |
| ----------------------- | --------------------- |
| MONATIK                 | 14                    |
| LAYAH                   | 10                    |
| Время и Стекло          | 3                     |
| ROZHDEN                 | 3                     |
| NK                      | 2                     |
| DOROFEEVA               | 2                     |
| СБПЧ                    | 2                     |
| Lida Lee                | 2                     |
| Nino Basilaya           | 2                     |
| Вера Брежнєва           | 2                     |
| Мішель Андраде          | 1                     |
| Макс Барських           | 1                     |
| Braii                   | 1                     |
| Gruppa Skryptonite      | 1                     |
| Кеті Перрі              | 1                     |
| Розалія                 | 1                     |
| IOWA                    | 1                     |
| Лайма Вайкуле           | 1                     |
| Yungblud                | 1                     |
| Post Malone, The Weeknd | 1                     |
| Cardi B                 | 2                     |
| Lil Nas X               | 1                     |
| Harry Styles            | 2                     |
| Lizzo                   | 1                     |
| Doja Cat                | 1                     |
| Jung Kook               | 1                     |
| Дженніфер Лопес         | 1                     |
| Dua Lipa                | 1                     |
| Леді Гага               | 1                     |
| Sevdaliza               | 2                     |

## Відеокліпи
Кліпи Таню Муіньйо збирають десятки мільйонів переглядів у YouTube. Рекордсменом серед переглядів є кліп на пісню «Троль» («Время и Стекло»), який менш ніж за півроку перетнув позначку в 100 мільйонів переглядів. Також позначку у 100 мільйонів переглядів перетнув кліп на пісню Монатіка — «Кружит» (це дебютна спільні робота співака та Таню Муіньйо).
| Рік  | Пісня                             | Співак                             | Посилання в Youtube | Кількість переглядів* |
| ---- | --------------------------------- | ---------------------------------- | ------------------- | --------------------- |
| 2013 | Знаєш (рос.)                      | ROZHDEN                            |                     | 4,6 млн.              |
| 2014 | Не можна поміняти (рос.)          | Єва Бушміна                        |                     | 0,302 млн.            |
| 2015 | Не злочин (рос.)                  | Єва Бушміна                        |                     | 0,227 млн.            |
| 2016 | #kakvoda                          | LAYAH                              |                     | 0,044 млн.            |
| 2016 | Тіні (рос.)                       | LAYAH                              |                     | 0,097 млн.            |
| 2016 | Невагомими (рос.)                 | LAYAH                              |                     | 0,055 млн.            |
| 2016 | Віддані (рос.)                    | LAYAH                              |                     | 0,903 млн.            |
| 2016 | Кружляє (рос.)                    | MONATIK                            |                     | 153 млн.              |
| 2016 | Ні ти, ні я (рос.)                | ROZHDEN feat L'One                 |                     | 3,8 млн.              |
| 2016 | Вихідний (рос.)                   | MONATIK                            |                     | 38 млн.               |
| 2016 | Вічність (рос.)                   | MONATIK                            |                     | 19 млн.               |
| 2017 | Не ховайся (рос.)                 | LAYAH                              |                     | 0,958 млн.            |
| 2017 | Назавжди (рос.)                   | LAYAH                              |                     | 0,345 млн.            |
| 2017 | Мовчати (рос.)                    | LAYAH                              |                     | 0,468 млн.            |
| 2017 | Vitamin D                         | MONATIK                            |                     | 35 млн.               |
| 2017 | УВЛИУВТ                           | MONATIK                            |                     | 39 млн.               |
| 2017 | Троль (рос.)                      | Время и Стекло                     |                     | 192 млн.              |
| 2018 | Дай мені                          | NK (Настя Каменских)               |                     | 18 млн.               |
| 2018 | Те від чого втратити розум (рос.) | MONATIK                            |                     | 36 млн.               |
| 2018 | Поранена (рос.)                   | LAYAH                              |                     | 0,040 млн.            |
| 2018 | Є, Бой (рос.)                     | Время и Стекло                     |                     | 62 млн.               |
| 2018 | Глибоко (рос.)                    | MONATIK та Надія Дорофєєва         |                     | 87 млн.               |
| 2018 | LOMALA                            | NK (Настя Каменских)               |                     | 7 млн.                |
| 2018 | Зашиває душу (рос.)               | MONATIK                            |                     | 28 млн.               |
| 2018 | Hasta La Vista                    | Мішель Андраде                     |                     | 6,7 млн.              |
| 2018 | ФЕН-ШУЙ                           | Глюк'OZA                           |                     | 13 млн.               |
| 2019 | Maybe                             | Braii                              |                     | 0,295 млн.            |
| 2019 | Love it ритм                      | MONATIK                            |                     | 41 млн.               |
| 2019 | Podruga                           | Gruppa Skryptonite/ Скриптоніт     |                     | 3,2 млн.              |
| 2019 | Злий (рос.)                       | СБПЧ                               |                     | 3,3 млн.              |
| 2019 | Small Talk                        | Кеті Перрі                         |                     | 35 млн.               |
| 2019 | Кожного разу (рос.)               | MONATIK                            |                     | 37 млн.               |
| 2019 | Годинник (рос.)                   | СБПЧ                               |                     | 1 млн.                |
| 2019 | Лох                               | Время и Стекло                     |                     | 12 млн.               |
| 2020 | Juro Que                          | Розалія                            |                     | 49 млн.               |
| 2020 | Віддаємо (рос.)                   | ROZHDEN                            |                     | 1,6 млн.              |
| 2020 | Сильно                            | MONATIK                            |                     | 32 млн.               |
| 2020 | Потанцюй зі мною (рос.)           | IOWA                               |                     | 3 млн.                |
| 2020 | ВЕЧЕРиНОЧКА                       | MONATIK та Вера Брежнєва           |                     | 35 млн.               |
| 2020 | Визначна пам'ятка (рос.)          | Lida Lee (feat. MONATIK)           |                     | 5,9 млн.              |
| 2020 | УВЛИУВТ на улице Пикадилли        | MONATIK & Лайма Вайкуле            |                     | 5,8 млн.              |
| 2020 | ритмоLOVE                         | MONATIK & Lida Lee & Nino Basilaya |                     | 9,1 млн.              |
| 2020 | Наче квіти (рос.)                 | Nino Basilaya                      |                     | 2 млн.                |
| 2020 | cotton candy                      | Yungblud                           |                     | 13 млн.               |
| 2020 | Sestra                            | Вера Брежнєва                      |                     | 4,8 млн.              |
| 2020 | gorit                             | DOROFEEVA                          |                     | 98 млн.               |
| 2021 | Up                                | Cardi B                            |                     | 284 млн.              |
| 2021 | One Right Now                     | Post Malone, The Weeknd            |                     | 114 млн.              |
| 2021 | Montero (Call me by your name)    | Lil Nas X                          |                     | 570 млн.              |
| 2021 | Wild Side                         | Normani feat. Cardi B              |                     | 166 млн.              |
| 2021 | Rumors                            | Lizzo feat. Cardi B                |                     | 56 млн.               |
| 2021 | fleabag                           | Yungblud                           |                     | 7 млн.                |
| 2022 | 2am                               | Foals                              |                     | 1,9 млн.              |
| 2022 | Chicken Teriyaki                  | Rosalía                            |                     | 69 млн.               |
| 2022 | As It Was                         | Harry Styles                       |                     | 723 млн.              |
| 2022 | Save Yourself                     | ONE OK ROCK                        |                     | 4,7 млн.              |
| 2022 | Hold Me Closer                    | Elton John, Britney Spears         |                     | 26 млн.               |
| 2023 | I’m Not Here To Make Friends      | Sam Smith                          |                     | 24 млн.               |
| 2023 | Attention                         | Doja Cat                           |                     | 27 млн.               |
| 2023 | Daylight                          | Harry Styles                       |                     | 17 млн.               |
| 2023 | Bongos                            | Cardi B, Megan Thee Stallion       |                     | 54 млн.               |
| 2023 | Standing Next to You              | Jung Kook                          |                     | 110 млн.              |
| 2024 | Can't Get Enough                  | Jennifer Lopez, Latto              | [63]                | 7,4 млн.              |
| 2024 | Illusion                          | Dua Lipa                           | [64]                | 41 млн.               |
| 2024 | Mantra                            | Jennie                             | [65]                | 76 млн.               |
| 2024 | Disease                           | Lady Gaga                          | [66]                | 36 млн.               |

* — станом на 13.04.2024

## Мюзикл
| Рік  | Назви | Артисти | Посилання на Youtube | Кількість переглядів* |
| ---- | ----- | --- | -------------------- | --------------------- |
| 2020 | Ритм  | Віра Брежнєва, Время и Стекло, The Hardkiss, Alyona Alyona, Kadnay, Dantes, Lida Lee, Гарік Корогодський, Michelle Andrade, Женя Кот, Tayanna, Влад Яма & MONATIK |                      | 5,5 млн.              |

* — станом на 08.11.2023

## Нагороди
Таню Муіньйо є рекордсменкою серед нагород у категорії "Найкращий відеокліп" української музичної премії YUNA (перемагала п'ять років поспіль: 2016—2020 рр.). Цікаво, що всі п'ять кліпи-переможці вона поставила для MONATIKа.
| Рік  | Премія          | Номінація           | Результат | Назва пісні                                                                              | Дж.           |
| ---- | --------------- | ------------------- | --------- | ---------------------------------------------------------------------------------------- | ------------- |
| 2016 | YUNA            | Найкращий відеокліп | Перемога  | MONATIK — «Кружит»                                                                       | [ 3 ]         |
| 2017 | YUNA            | Найкращий відеокліп | Перемога  | MONATIK — «Vitamin D»                                                                    | [ 4 ]         |
| 2017 | M1 Music Awards | Кліпмейкер року     | Номінація |                                                                                          | [ 20 ] [ 21 ] |
| 2018 | M1 Music Awards | Кліпмейкер року     | Перемога  | Время и Стекло «Троль», Настя Каменських «LOMALO», MONATIK і Надія Дорофєєва — «Глибоко» |               |
| 2018 | M1 Music Awards | Кліп року           | Номінація | Время и Стекло «Троль»                                                                   |               |
| 2018 | M1 Music Awards | Кліп року           | Номінація | MONATIK і Надія Дорофєєва — «Глибоко»                                                    |               |
| 2018 | YUNA            | Найкращий відеокліп | Перемога  | MONATIK і Надія Дорофєєва — «Глибоко»                                                    | [ 22 ]        |
| 2019 | M1 Music Awards | Кліпмейкер року     | Перемога  | Мішель Андраде — «Hasta La Vista», Monatik — «Love It Ритм», «Кожного разу»              | [ 23 ]        |
| 2019 | M1 Music Awards | Монтаж              | Номінація | Мішель Андраде — «Hasta La Vista», Monatik — «Кожного разу»                              | [ 23 ]        |
| 2019 | M1 Music Awards | Кліп року           | Перемога  | Monatik — «Кожен раз»                                                                    |               |
| 2019 | M1 Music Awards | Кліп року           | Номінація | Мішель Андраде — «Hasta La Vista»                                                        |               |
| 2020 | YUNA            | Найкращий відеокліп | Перемога  | Monatik — «Love It Ритм»                                                                 | [ 24 ]        |
| 2022 | YUNA            | Кліп року           | Перемога  | Monatik — «Зажигать/JOMO»                                                                |               |